# Dover International Speedway
Dover International Speedway, tidigare Dover Downs International Speedway, är en amerikansk ovalbana belägen utanför Dover i Delaware. Banan som invigdes 1969 har smeknamnet "The Monster Mile" och ägs samt förvaltas av Dover Motorsports. Utanför står sedan 2008 banans maskot "Miles the Monster" i form av en drygt 14 meter hög staty. Banan har fått sitt smeknamn av att den sliter hårt på bilarna, speciellt efter det att asfalten byttes ut mot betong.

## Banbeskrivning
Banan är 1 mile (ca 1,6 km) lång, och är bankad till 24° i kurvorna samt 9° på rakorna, vilket gör att den ser ut som en velodrom för bilar. Dover har mest arrangerat Nascarlopp genom historien, och banan säljer ofta ut alla 140 000 åskådarplatserna till tävlingar i Nascar Cup Series. Banan är som en amfiteater, där hela banan syns var man än sitter, och där bilarna når höga snittfarter trots kortheten på banan, genom de bankade kurvorna. IndyCar Series körde på banan 1998-1999, men försvann efter två år. Dover arrangerar den andra tävlingen i mästerskapsserien i Nascar. 1995 byttes asfalten ut mot betong och är tillsammans med Bristol Motor Speedway och Martinsville Speedway en av tre banor i Nascar-kalendern som körs på betong.